# Neerbosch-West
Neerbosch-West is een wijk in Nijmegen. Neerbosch West was tot 1956 een buurt ten westen van het Maas-Waalkanaal in Nijmegen West. Op 1 januari 2023 telde de wijk 170 inwoners, verdeeld over 39 woningen, op een oppervlakte van 0,62 km².
Toen werd de buurt opgesplitst in Duckenburg en Lindenholt waarbij de spoorlijn Tilburg - Nijmegen de grens was en Neerbosch West werd hernoemd in Lindenholt. In 1960 werd Neerbosch-West een buurt binnen Lindenholt dat in 1977 een stadsdeel werd.
Het huidige Neerbosch-West is veel kleiner van oppervlakte en ligt nu tussen de Rijksweg 73, de grens met de gemeente Beuningen en de Hogelandseweg. Er zijn aan de kant van de Hogelandseweg industrie en bedrijven gevestigd en aan de grens met de gemeente Beuningen vindt akkerbouw plaats. Het grootste gedeelte van het oppervlak bestaat uit het voormalige Kinderdorp Neerbosch.

## Afbeeldingen

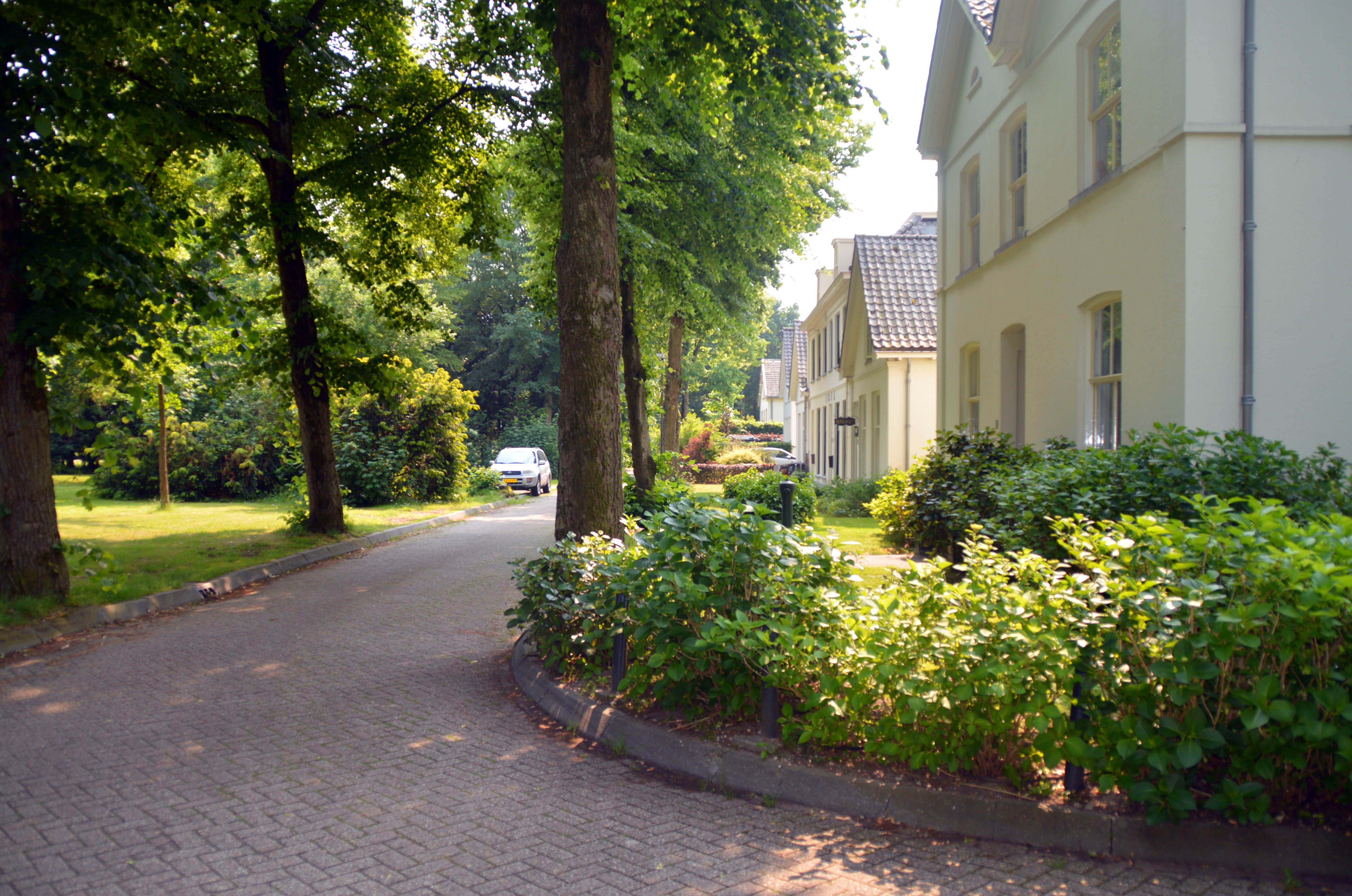
Kinderdorp Neerbosch Scherpenkampweg
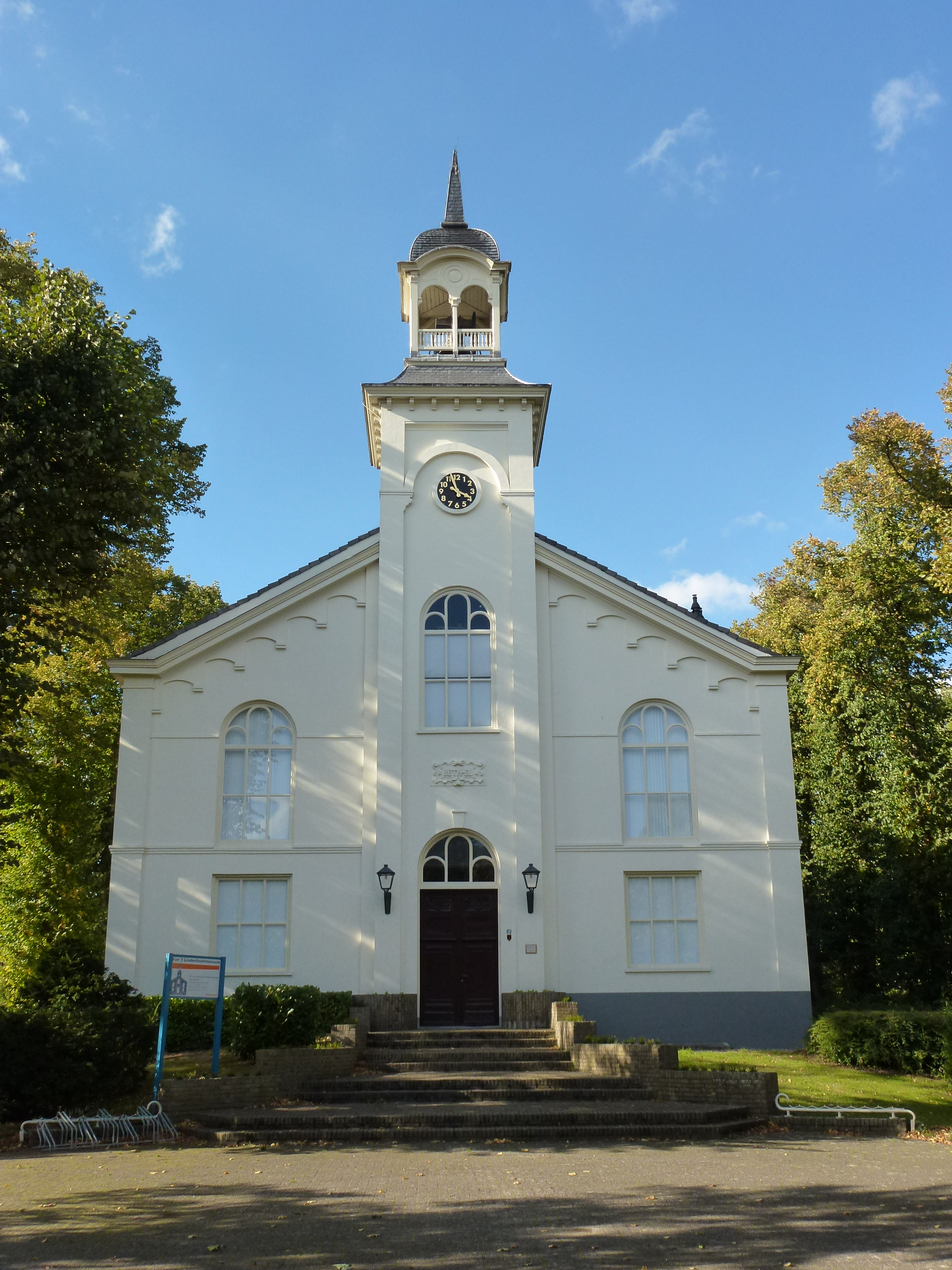
Beth-el kerkje, Kinderdorp Neerbosch
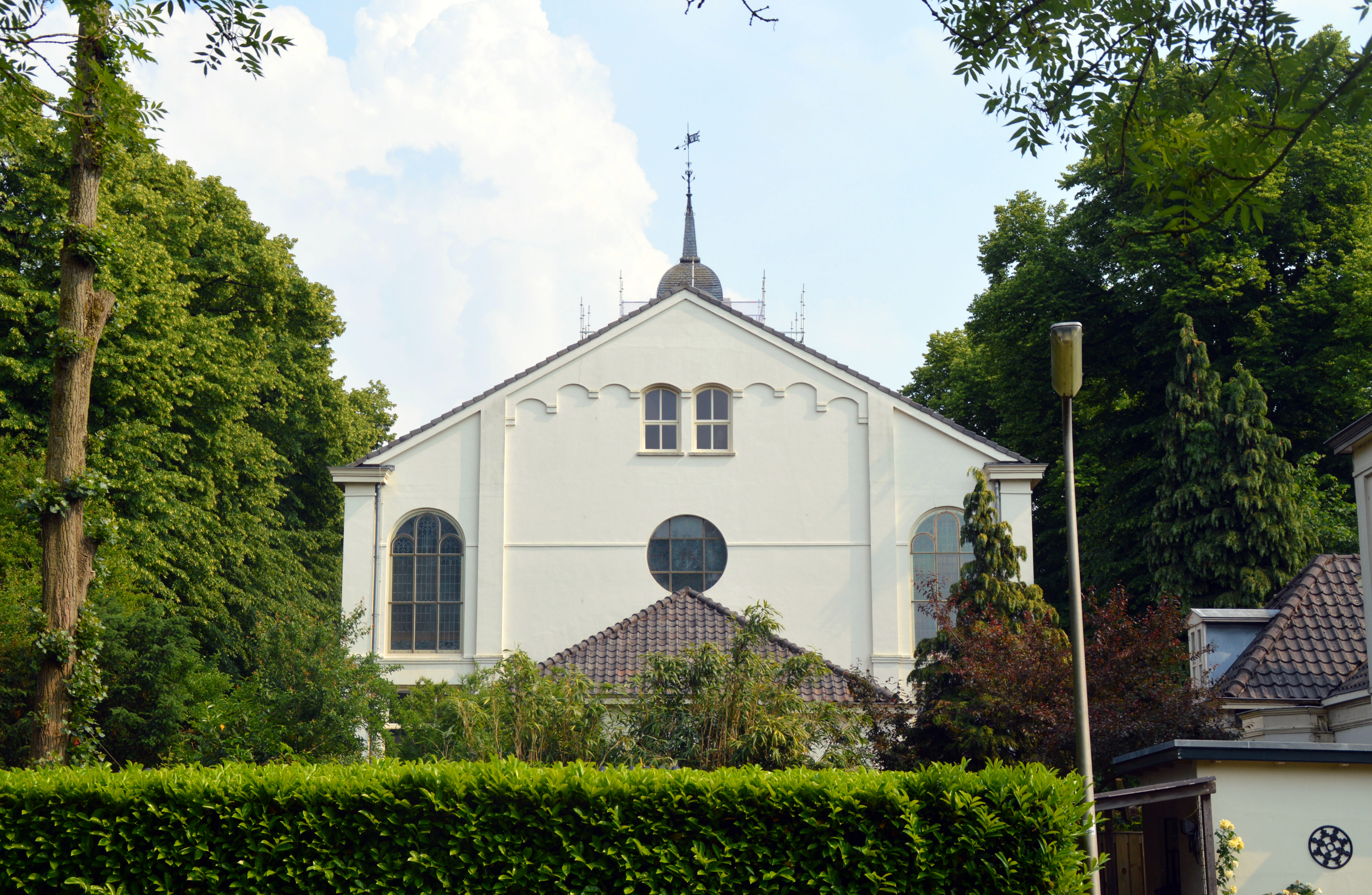
Beth-el kerkje  achtergevel
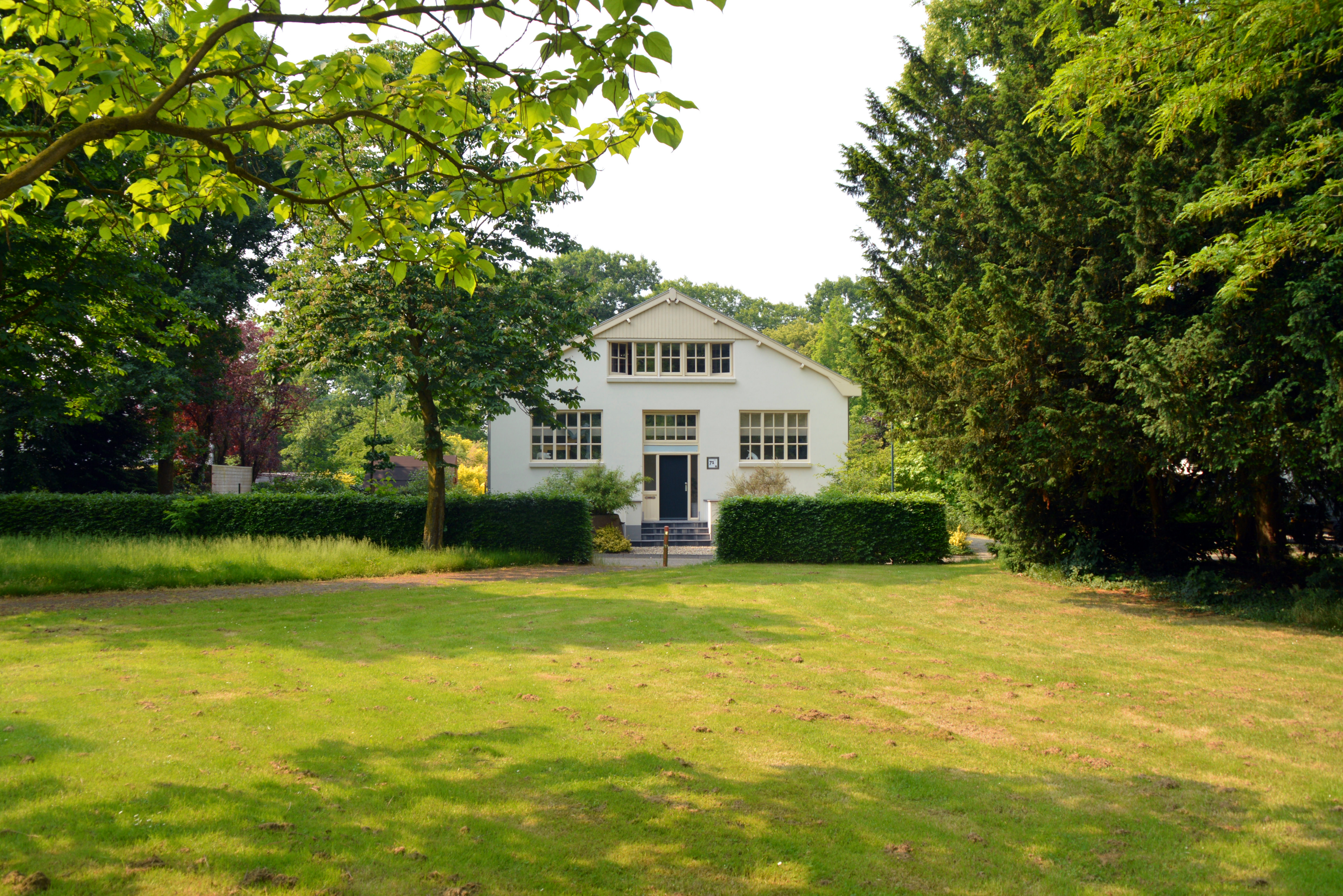
Scherpenkampweg, Kinderdorp Neerbosch
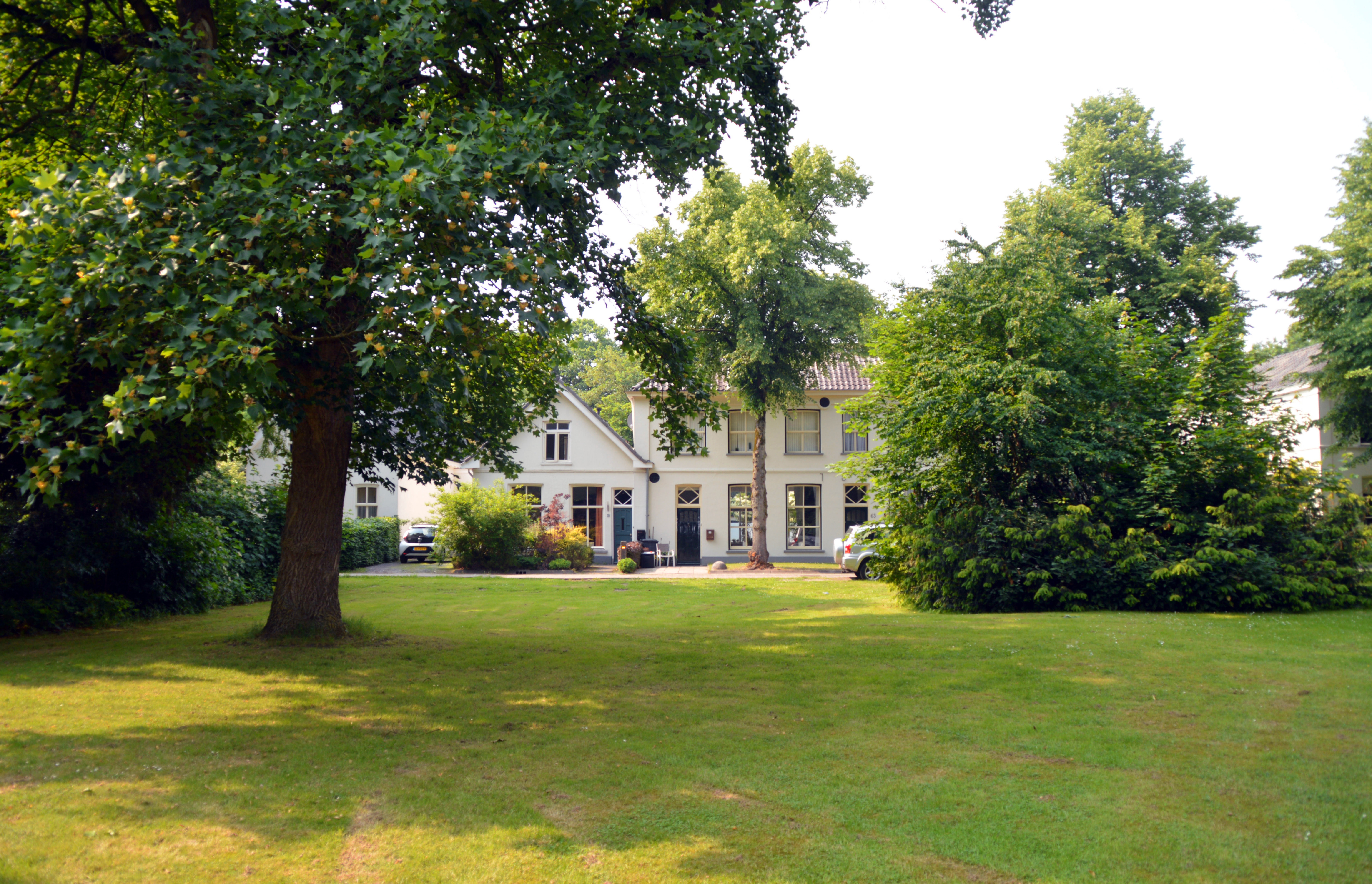
Scherpenkampweg, Kinderdorp Neerbosch
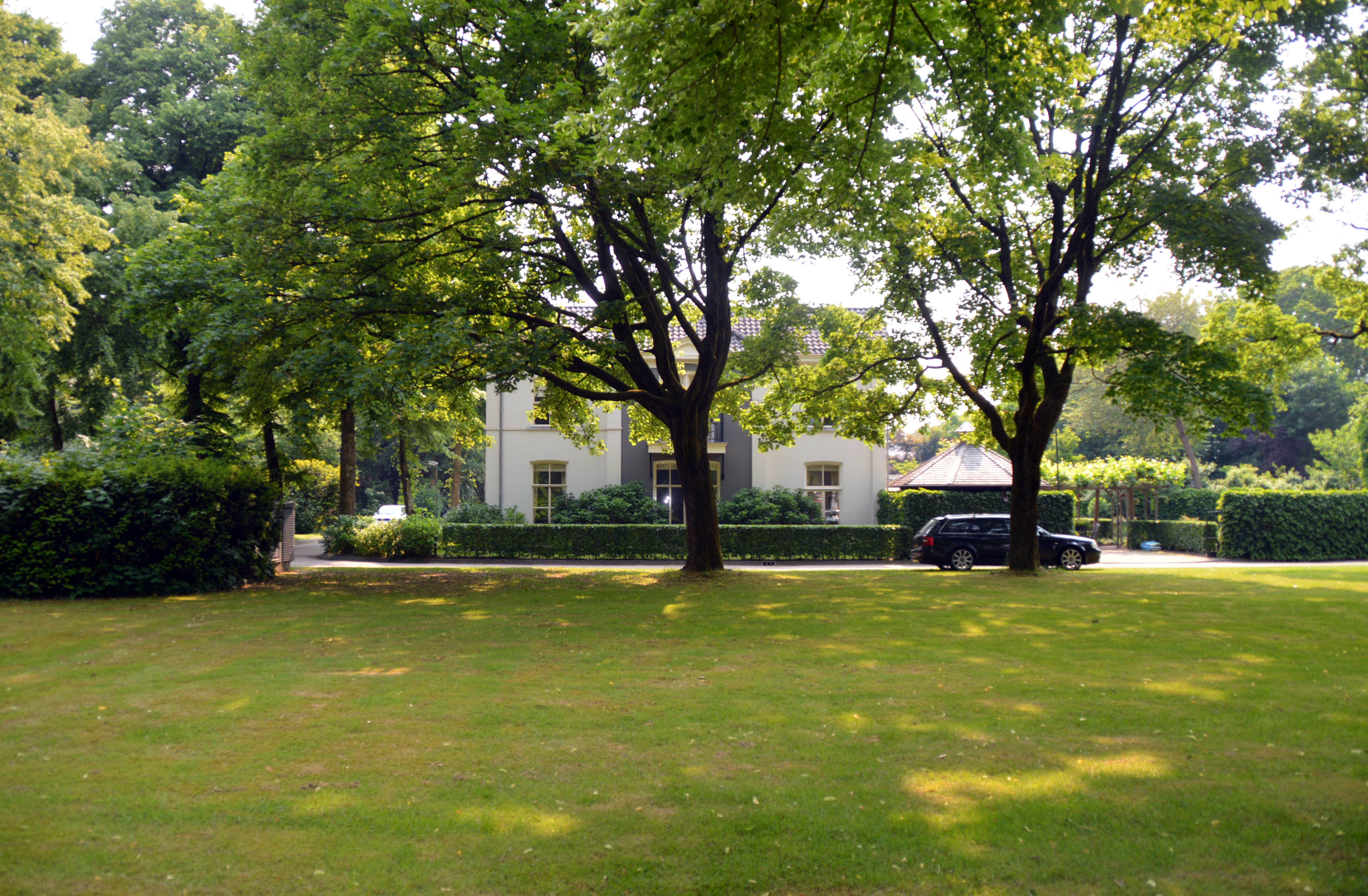
Scherpenkampweg, Kinderdorp Neerbosch
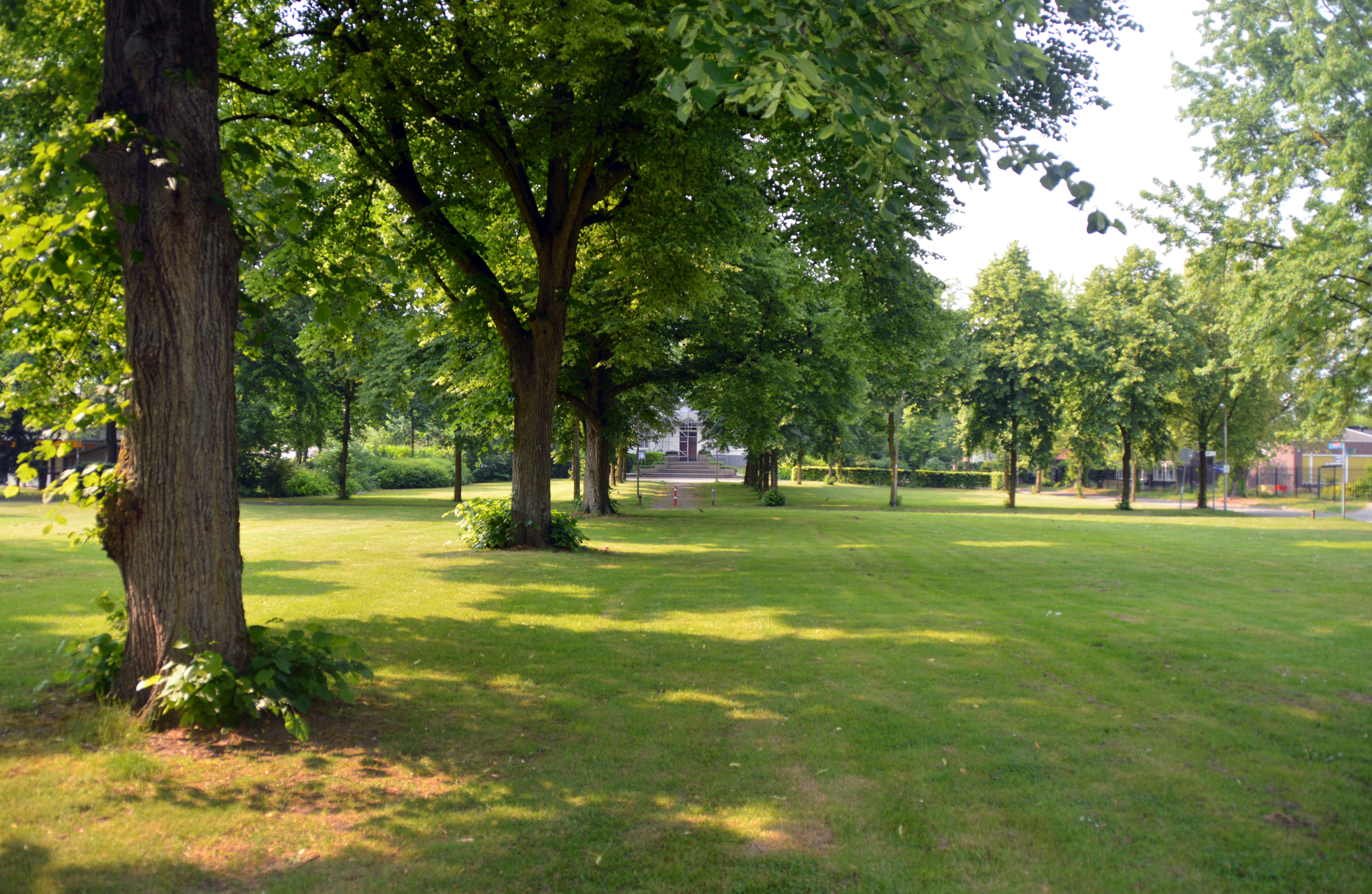
Kinderdorp Neerbosch, park tegenover de Beth-el kerk
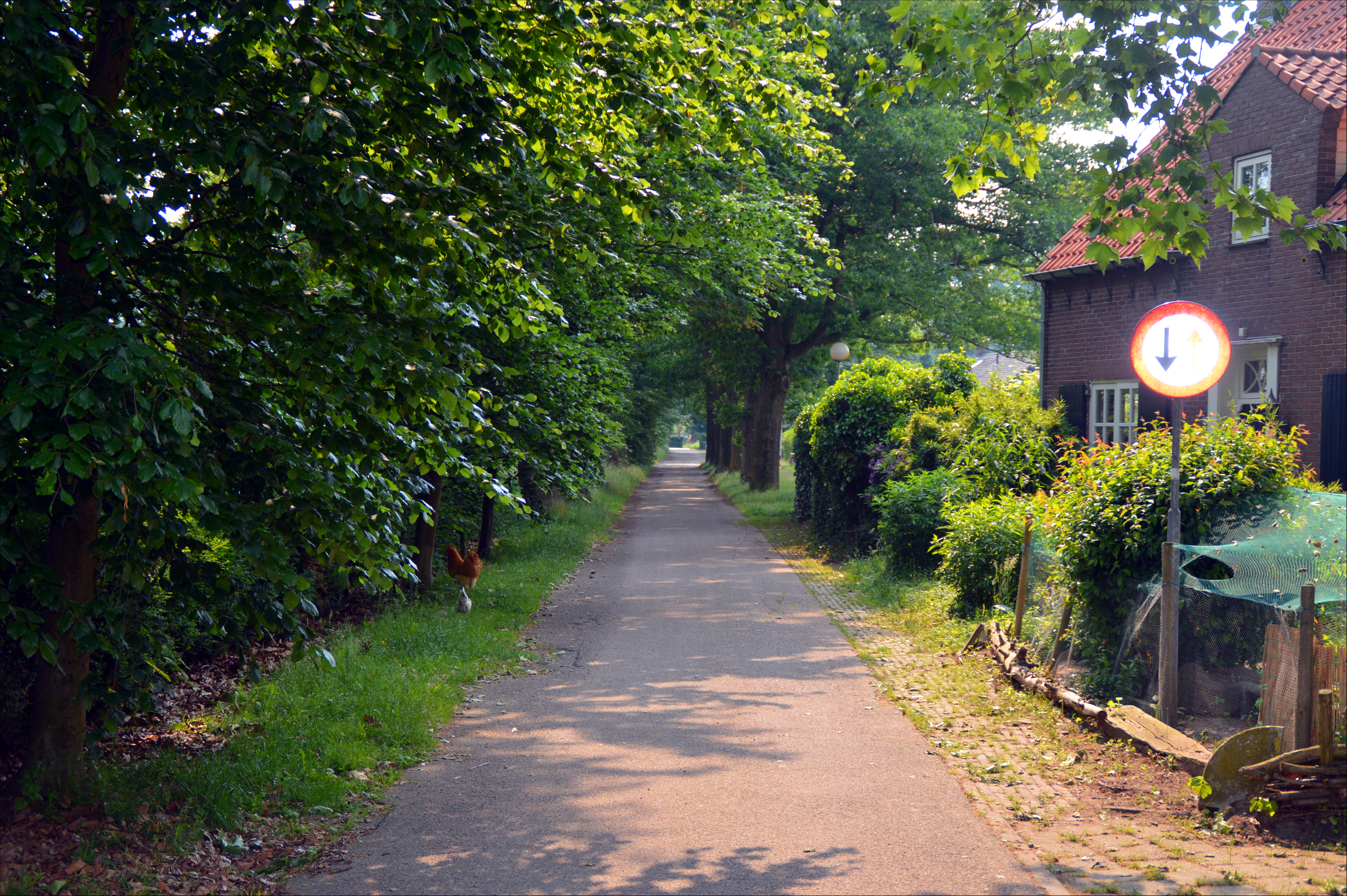
Scherpenkampweg Neerbosch-West